# Transalaj

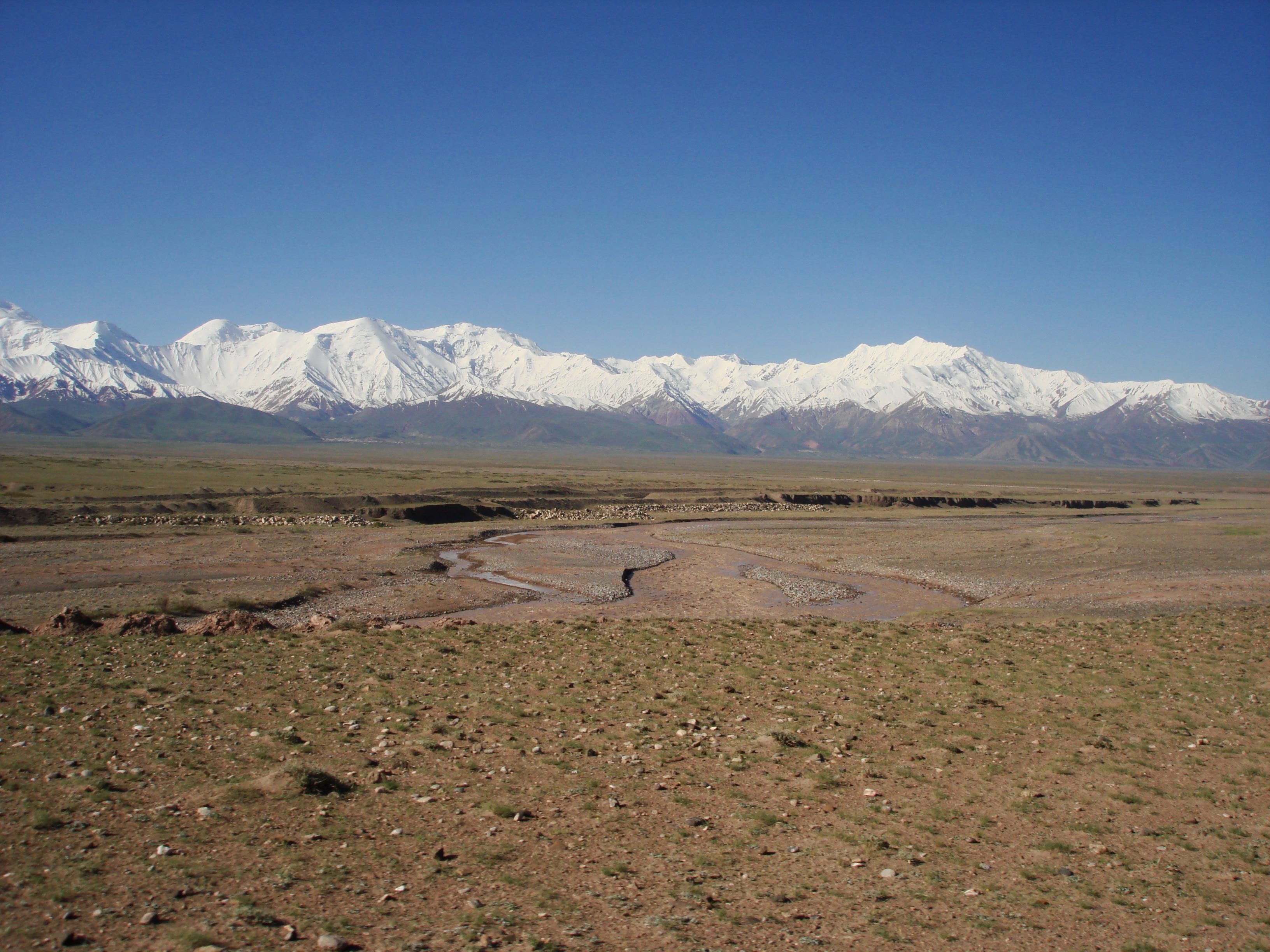
De bergen van de Transalaj gezien vanuit de Alajvallei.

De Transalaj (Kirgizisch: Чоң Алай кырка тоосу, Čoň Alaj kryka toosu) is een bergketen in Centraal-Azië, die het noordelijkste deel van het Pamirgebergte vormt. De bergketen heeft een totale lengte van ongeveer 240 km en strekt zich uit in oost-westelijke oriëntatie. Ze vormt voor het grootste deel van haar lengte het grensgebied tussen Tadzjikistan en Kirgizië. In het uiterste oosten bereikt de bergketen de Volksrepubliek China, om daar over te gaan in de Tiensjan. De hoogste top in de Transalaj is de Leninpiek (na 2006 in Tadzjikistan Ibn Sinapiek genoemd), die een hoogte van 7134 m heeft. Het is daarmee de op een na hoogste bergtop in de gehele Pamir.
In het noorden wordt de Transalaj door de Alajvallei, waardoor de rivier de Kyzylsuu stroomt, gescheiden van de lagere Alajbergketen. In het zuiden scheidt het dal van de rivier de Muksu de Transalaj van de rest van de Pamir. Twee bergpassen doorkruisen de Transalaj. In het oosten verbindt de Kyzyl-Artpas (4250 m) Osj in Kirgizië met de zeer dunbevolkte Tadzjiekse provincie Gorno-Badachsjan. De Pamir Highway loopt over deze pas. De Tersagarpas ligt verder naar het westen en is met een hoogte van ongeveer 3600 m boven zeeniveau iets lager maar ziet aanzienlijk minder verkeer.
De naam Transalaj werd in 1871 gegeven door de Russische ontdekkingsreiziger Aleksej Pavlovitsj Fedsjenko, de eerste westerse reiziger die de Alaj overstak. Voor die tijd wist men in het westen niet af van het bestaan van de Pamir.